# Antoon Carette

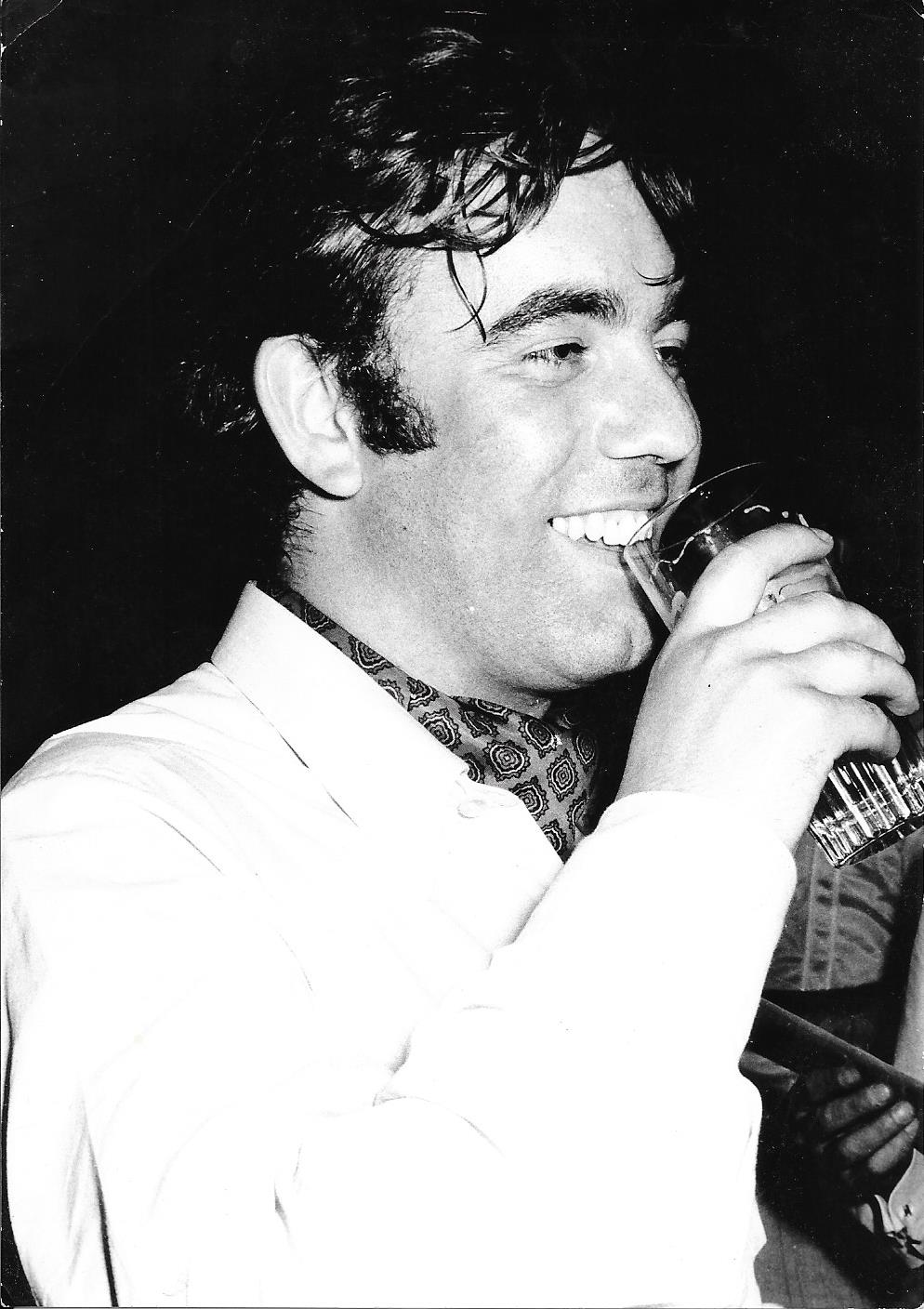
Portret van Antoon Carette

Antoon Carette (Brugge, 10 juni 1940 - 9 februari 2015) was een Belgisch televisie- en radioproducer en regisseur.

## Levensloop
Antoon Carette was een kleinzoon van Alfred Carette, koster van de Brugse H. Magdalenaparochie, belangrijk binnen de West-Vlaamse kostersbond en de Bond van grote en jonge gezinnen. De vader van Antoon, Antoine Carette senior (Brugge, 1911 - Staden,  1985), was bij filmproductie betrokken, als producer (Orion Films), scenarist, cineast en acteur. Naast eigen werk, stond hij vaak in voor de organisatie, wanneer Franse filmploegen (zoals bv. Jacques Brel) in België actief waren. De moeder van Antoon was de declamatrice en toneelspeelster Magda Vrielynck (Brugge, 23 mei 1914 - 9 april 2009). Hij had drie broers, onder wie de dichter Hendrik Carette.
Na zijn studies aan de normaalschool in Torhout, werd hij leraar bij de Xaverianen in Brugge. Begin jaren zestig werd hij producer bij de BRT. Eerst bij Radio West-Vlaanderen, vervolgens bij de televisie, waar hij, onder de directie van Hubert van Herreweghen en van Bert Janssens pionierde met literaire programma's voor televisie. Zo produceerde en presenteerde hij Vergeet niet te lezen, een literair programma dat enkele jaren voordien door Van Herreweghen en Raymond Herreman was in gang gezet (de titel was geïnspireerd door een boek van Herreman dat de titel droeg Vergeet niet te leven), waarin een groot deel van de Vlaamse schrijvers uit die periode en enkele weinige Nederlanders aan bod kwamen. Zijn te vermelden: Ivo Michiels, Hubert Lampo, Georges Adé, Bernard Kemp, Karel Van Isacker, Jos Vandeloo, Gerard Walschap, Luc Versteylen, Lieven Rens, Steven Debroey, Albert Van Hoeck, Aster Berkhof, Jeroen Brouwers, Maria Rosseels, Renate Rubinstein, Marnix Gijsen, José Aerts, Roger Avermaete, Ward Ruyslinck, Piet Van Aken, Valeer van Kerkhove, Lucebert, Gerard Reve, Herman Servotte, Hugo Claus, Marcel Coole, Willy Courteaux, Hella S. Haasse, René Felix Lissens, Annie Romein-Verschoor, Willy Spillebeen, Jef Geeraerts, Frans Van Isacker, Loe de Jong, Theun de Vries, Jo Gisekin, Ed Hoornik, Stefaan Van den Bremt, Louis Paul Boon, Raymond Herreman, Stijn Streuvels enz. Voor velen was dit de eerste en voor een aantal de enige verschijning op de beeldbuis. De bewaarde opnamen zijn dan ook van een aanzienlijke documentaire waarde. Jos De Haes, Raymond Herreman en Paul de Wispelaere traden op als interviewer, ook al nam Carette die taak vaak zelf op zich. 
Carette kon zijn voorliefde voor stad- en streekgenoten niet verbergen. Traden onder meer op in Vergeet niet te lezen: Paul De Wispelaere, Karel Jonckheere, Raymond Brulez, André Demedts, Fernand Bonneure, Paul Brondeel, Jan van der Hoeven, Patricia Lasoen, Pierre Dyserinck (1937-2006) en Maria Messens(1939-1989). 
Naast Vergeet niet te lezen produceerde Carette ook De Vijfde Windstreek, waarin nader op een schrijver werd ingegaan. Hier kwamen onder meer Jef Geeraerts, Paul Snoek, Michel van der Plas, Aster Berkhof, Gerard Reve, Hugo Raes, Ivo Michiels, Cees Buddingh, Jef Cornelis en Walter van den Broeck aan bod.
Na zijn televisiejaren keerde hij naar Radio West-Vlaanderen terug, waar hij zich eveneens met heel wat literaire programma's bezighield. Zo interviewde hij er langdurig de oud-eersteminister Achiel Van Acker die er in het West-Vlaams zijn herinneringen opdiste. In 1984 interviewde hij de Franse dirigent Jean-Claude Casadesus.
De directeur van Radio West-Vlaanderen uit die periode, Frank Deleu, getuigde over hem: "Toon was een erudiet man: belezen, veel kennis, veel stijl, veel hoffelijkheid. Hij heeft grote dingen gedaan voor de BRT, die nu al lang niet meer mogelijk zijn bij de VRT. Hij heeft het er ook moeilijk gehad. Jammer dat hij de laatste jaren stil geworden was, want zijn kennis had nog veel dienst kunnen bewijzen."

## Gezelle
Carette was een zeer belezen man en hij woonde veertig jaar lang in de Brugse Wulfhagestraat omringd door boeken, die hij met kritische belangstelling las. Hij was daarbij een eminent kenner van het werk van Guido Gezelle. Die liefde had hij opgedaan door het luisteren naar de declamatie van Gezellegedichten, waar zijn moeder een specialiste in was. Hij publiceerde in 2009 een twintigtal van door hem in het Frans hertaalde gedichten van de meester.

## Theater
In 1967 behoorde hij met Tony Willems en Pieter Van Haverbeke tot de oprichters van het Centrum voor Theaterstudie. Op de zolder boven de boekhandel Raaklijn in de Noordzandstraat in Brugge werden hedendaagse toneelwerken opgevoerd, kort nadat ze in Parijs in première waren gegaan. Het ging om werk van twee jonge auteurs, Fernando Arrabal (Fando en Lis) en Eduardo Manet (De Nonnen), die buiten een kleine kring van kenners nog ruimschoots onbekend waren. Het initiatief kende succes. Het bracht de toneelgroep zelfs in Parijs waar hij De Nonnen opvoerde in het Théatre de l'Epée de Bois. Daarnaast speelden ze ook De Bruiloft van Bertold Brecht.

## Monumentenzorg
Carette stond ook mee aan de wieg van de activiteiten voor monumentenzorg die werden ontwikkeld door de in 1965 opgerichte vzw Marcus Gerards. Een van de eerste activiteiten van de vereniging was het realiseren van een diamontage, die onder de titel Een stad naar de maat van de mens bij talrijke verenigingen de belangstelling voor het Brugse erfgoed en de leefbaarheid van de stad ging aanwakkeren en meteen de heersende afbraakwoede aanklaagde. Carette werkte mee aan het scenario en de teksten. Hij nam de regie op zich, zorgde voor de fotografen (Guido Dobbelaere en Gewijde Steel), voor het inspreken van de teksten door Leen Persijn en voor de muziekbegeleiding die hij koos uit het grote repertoire van de barokmuziek. Duizenden geïnteresseerde Bruggelingen en niet-Bruggelingen zagen deze montage en een aantal had er zijn belangstelling voor het erfgoed aan te danken. 

## Publicaties
- Feestrede bij de heropening van Boekhandel De Reyghere, Markt 12, Brugge, 1988.
- Vertaling naar het Frans van gedichten van Guido Gezelle, in: Gezelliana, 1996.
- Toute vie respire langage, gedichten van Guido Gezelle in het Frans vertaald, Brugge, 1999.

## Archieven
- Bewaarde opnamen van de uitzendingen 'Vergeet niet te lezen', VRT, Brussel.
- Bewaarde opnamen van interviews afgenomen bij Radio West-Vlaanderen, VRT, Kortrijk.